# 大伴英嗣
大伴 英嗣（おおとも えいじ、1939年10月22日 - ）は、日本の声優、ナレーター。大阪市出身。身長170cm。

## 経歴・特色
出生地は旧満州の都市・チチハル。
関西の声優界では有名な存在で、野田圭一のような淡々とした語り口と、小早川正昭のようなシリアスな語りで知られる。中でも京阪特急の車内自動放送は長年に渡り務めた。
大阪市北区天満の大阪アニメーションスクール専門学校 (OAS) での講師も務めている。授業では、アクセントで語句の二拍目を上げることと、音程を徹底して教えている。

## 趣味・特技
特技は剣道であり、二段の腕前を持つ。高校時代は剣道部に入部していた。
趣味は写真撮影。ハンドルネームは「eddy」。

## 出演項目（過去も含む）

### テレビ
- おはようワイド・土曜の朝に（ABC） - 生CM、顔出し出演。
- 奥様チャンスタイム（讀賣テレビ放送） - 司会
- ラブリーフライデー（サンテレビジョン） - 2代目司会
- 杉原輝雄のベストゴルフ（サンテレビ） - 司会
- 土曜フォーラム（NHK教育） - 外国人の吹き替え
- 連続テレビ小説 まんぷく最終回（NHK） - アナウンサー（声）

ほか

### ラジオ
- ミュージックハイウェイ（MBSラジオ） - 初代DJ
- FM大阪ニュース（fm osaka） - 元ニュース契約アナウンサー

### CM
関西ローカルで放映するCMのナレーションが多いが、顔出しで出演したCMもある。
- ぼんち「ピーナッツあげ」
- 中納言 企業CM
- サンクストーン「ローガングラス」（顔出し出演）
- 大幸薬品 ｢クレベリン｣
- 好日山荘 企業CM（1979年）

ほか

### 公共交通自動放送
- 京阪電気鉄道(『特急』車内自動放送)[1]：1971年7月1日～2003年9月5日(旧3000系、8000系)

- - 2011年：「発車メロディでお目覚め♪走る！アラームクロック」が発売され、 旧3000系特急車の特別アナウンスを担当した[2]。
  - 2012年：京阪電車オリジナルDVD「旧3000系特急車 ～ラストランに向かって～」が発売され、ナレーションを担当した[3]。
  - 2013年：同年1月と2月に実施した、“京阪電車「旧3000系特急車（テレビカー）」 さようなら貸切ツアー（日帰り）”という旅行商品で旧3000系に同乗し、昭和50年代の京阪特急車内放送を再現した[4]。
- 大阪市営バス[5]→大阪シティバス [1]
- 阪急バス [1]
- 伊丹市交通局[1]

### その他
- ゆうせん - 「羊の数」アナウンス
- 企業・教育・医学ビデオのナレーション